# Sofia Samavati
Sofia Nami Samavati (* 14. Februar 2000) ist eine dänische Tennisspielerin.

## Karriere
Samavati spielt überwiegend Turniere auf der ITF Women’s World Tennis Tour, wo sie bislang zwei Einzeltitel gewonnen hat.

## Turniersiege

### Einzel
| Nr. | Datum           | Turnier          | Kategorie   | Belag             | Finalgegnerin            | Ergebnis         |
| --- | --------------- | ---------------- | ----------- | ----------------- | ------------------------ | ---------------- |
| 1.  | 29. August 2021 | Wanfercée-Baulet | ITF $15.000 | Sand              | Astrid Wanja Brune Olsen | 4:6, 6:3, 6:1    |
| 2.  | 30. Januar 2022 | Loughborough     | ITF W25     | Hartplatz (Halle) | Mariam Bolkwadse         | 6:2, 5:5 Aufgabe |
| 3.  | 15. Mai 2022    | Varberg          | ITF W25     | Sand              | Malene Helgø             | 1:6, 6:1, 6:4    |